# 371 هـ
371 هـ هي سنة في التقويم الهجري امتدت مقابلةً في التقويم الميلادي بين سنتي 981 و982.

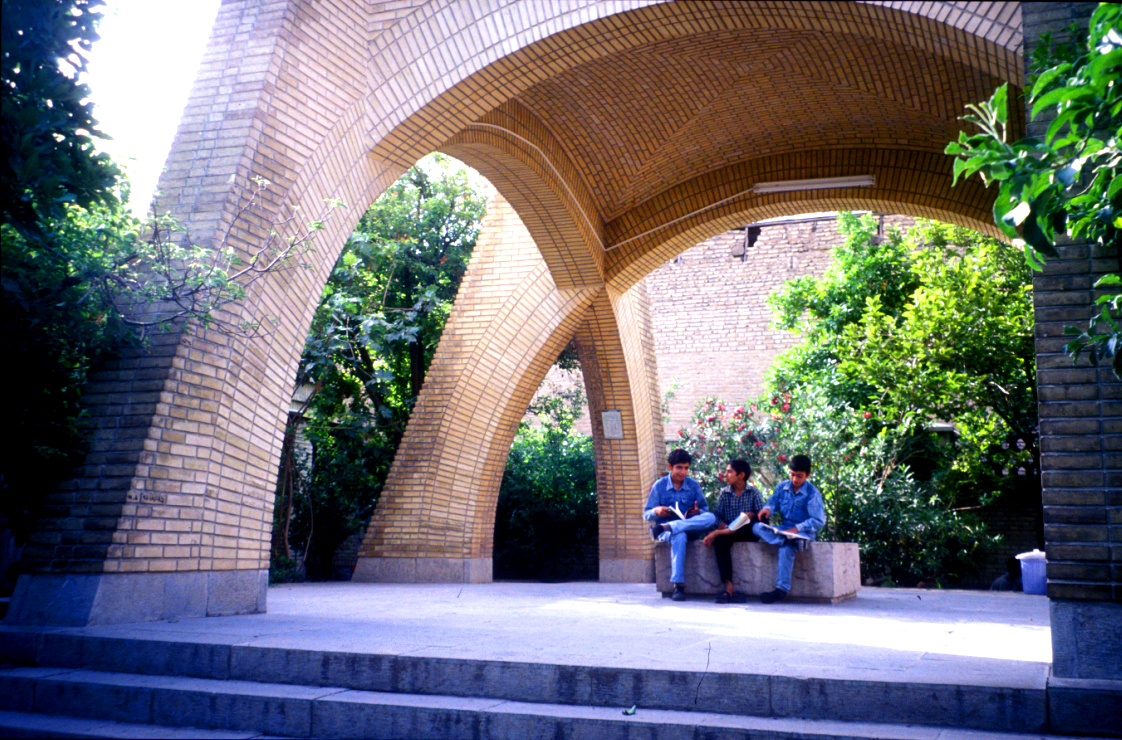
مقام محمد بن خفيف بشيراز، إيران

## أحداث
- استلام محمد ابن أبي عامرالحكم وتلقيبه بالملك المنصور.

## وفيات
- أبو زيد المروزي
- الحسن بن سعيد المطوعي
- عبد العزيز بن الحارث التميمي

- علي بن إبراهيم الحصري
- غالب بن عبد الرحمن الناصري
- محمد بن خفيف